# Jochen Kummerow
Jochen Kummerow (Alemania; 15 de abril de 1927 - Corvallis, Oregón; 13 de julio de 2004), trabajó desde 1957 como botánico y fisiólogo vegetal en Santiago de Chile, posteriormente (desde 1973) hasta su jubilación en 1990 en San Diego, California, casado con Margarete Beeck, que le sobrevive.

## Obras
- 1957. c Luise Kurz (enlace roto disponible en Internet Archive; véase el historial, la primera versión y la última). Naturwissenschaften.

- Kummerow J. 1961. Quantitative Messungen Nebelniederschlagen im Walder von Fray Jorge am nordchilensiche Küste.Naturwissenschaften (enlace roto disponible en Internet Archive; véase el historial, la primera versión y la última). 9, 203-204 (resumen on line)[1]

- Kummerow J, Matte V, und F.Schegel 1961. Zum Problem Nebelwälder an der zentralchilenische Küste Ber. Deutsch. Bot. Ges. 74 135-145

- Mooney H. & J. Kummerow 1961. The comparative water economy of representative evergreen sclerophyll and drought decidous shrub of Chile Bot.Gazette 132, 245-252.

- 1963. Endogenous Fluctuations of Germination Capacity in Dactylis glomerata American Journal of Botany 50, 915-920

- Maria E. Aljaro, Guacolda Avila, Alicia Hoffmann, J Kummerow. 1972. The Annual Rhythm of Cambial Activity in Two Woody Species of the Chilean "Matorral" Am. J. of Botany, 59, 879-885

- Ávila G., Aljaro ME., Araya S., Montenegro G. y Kummerow J. 1975. The seasonal cambium activity of Chilean and Californian shrubs.Am. J. of Botany 62(5):473-478

- Adriana Hoffmann, J Kummerow 1978. Root Studies in the Chilean Matorral Oecologia (Berl.) 32, 57-69 (enlace roto disponible en Internet Archive; véase el historial, la primera versión y la última).

- Montenegro G., Aljaro ME. y Kummerow J. 1979. Growth dynamics of Chilean matorral shrubs. Bot. Gazette 140(1): 114-119

- Kummerow J, Margarete Kummerow & Louis Trabaud 1990. Root biomass, root distribution and the fine-root growth dynamics of Quercus coccifera L. in the garrigue of southern France. Vegetatio 87: 37-44 (enlace roto disponible en Internet Archive; véase el historial, la primera versión y la última).

- Kummerow J., Montenegro G. and Krause D. 1981. Biomass, phenology and growth. En: PC. Miller (ed.) Resource use by Chaparral and Matorral. A comparison of vegetation function in two mediterranean type ecosystems. Springer Verlag. NY. 39(4)69-97 Chapter.

- Kummerow J., David Krause 1982. The Availability and Utilization of Resources in Tundra Ecosystems Holarctic Ecology 5 ( 2): Proc of a Workshop Held in San Diego, California 9-12 de octubre de 1978 187-193.

- Kummerow J, David Krause 1982. Effect of Fertilizer on Fine Root Density and Shoot Growth in Chilean Matorral Ecography 5, 187-193

- Kummerow J, G Avila, M-E Aljaro, S Araya, and G Montenegro 1982 The effects of variable nitrogen and phosphorous concentrations on Eriophorum vaginatum tillers grown in nutrient solutions.Bot Gazzette.

- Kummerow J., Avila G., Aljaro ME., Araya S. y Montenegro G. 1982. Effect of Fertilizer on Fine Roots Density and Shoot Growth in Chilean Matorral.Botanical Gazette, 143, 498-504.

- Kummerow J. and David Krause 1982. The Availability and Utilization of Resources in Tundra Ecosystems: Proceedings of a Workshop Held in San Diego, California 9-12 October 1978 (abril de 1982), pp. 187-193 Holarctic Ecology 5 ( 2).

- Kummerow J, James N. Mills, Barbara A. Ellis, Andre Kummerow. (1988) Growth dynamics of cotton-grass (Eriophorum vaginatum) Can. J. Bot. 66 (2): 253–256

- 1985 Response of root systems to perturbations in Meditereanean type ecosystems Medio Ambiente 31-38

## Honores

### Eponimia
La nomenclatura de harpacticoide Moraria kummeroworum Ebert & Noodt, 1975 le recuerda.,